# 就労継続支援事業A型・集団解雇及び事業停止事件
就労継続支援事業A型・集団解雇及び事業停止事件（しゅうろうけいぞくしえんじぎょうAがた・しゅうだんかいこおよびじぎょうていしじけん）は、日本の不当解雇事件。2017年11月と2018年3月に就労継続支援事業所A型が相次いで事業停止となったことで発生した問題である。

## 概要
就労継続支援事業所A型は、障害などが理由で一般企業での就労が難しい労働者に対し、一般企業に準ずる業務及び最低賃金を下回らない報酬で雇用契約を結ぶ形態の事業所であり、かつて利用者1人換算の給付金と補助金が支払われていた。これが終了したことで、一部の事業者では経営が行き詰まり、事業が停止した。これに伴い、全国各地で雇用されていた大量の利用者が突如解雇となった。
東京商工リサーチによる調査では、2015年には休業・解散届は23事業所だったのに対し2016年には38件。倒産は5件から11件にのぼり、翌17年は23件と倍増している。

## 主な解散・事業停止例
- 2017年7月31日 - あじさいの輪。あじさいの友を運営しており、ダイレクトメールの封入のほかウナギの養殖事業が主な事業としていた。220人が解雇[2]
- 2017年8月 - パドマ。名古屋市のほか清須市にも2か所の事業所があり、69人が解雇[3]。
- 2018年3月15日 - フィル。岡山県倉敷市のほか、岡山市、総社市。広島県福山市に事業所があり、当時国内最大規模の倒産。